# Oxnerella
Oxnerella is een monotypisch geslacht van korstmossen behorend tot de familie Physciaceae. Het bevat alleen Oxnerella safavidiorum.